# オプトロム
株式会社オプトロムは、宮城県仙台市青葉区に本社を置く、CD-ROM、DVDおよび光ディスク用の原盤（スタンパー）を製造、販売していた企業である。
過去には三井グループ、ソフトバンクなどが出資していた。
かつては1995年頃より、B'z・ZARD・倉木麻衣等が所属するレコードレーベルビーイングが制作・販売しているCD/DVDの製造を行っている事でも有名であったが、2015年9月をもってCD、DVDの製造から撤退した。
中核事業のCD・DVD事業の市場が縮小する中、環境エネルギー事業として蛍光灯「E-COOL」の製造販売を開始したが、業績は低迷しており8期連続で純損失を計上している。2013年3月期第3四半期には債務超過に陥ったが、2013年2月に筆頭株主の異動を伴う第三者割当増資を行い、2013年3月期での債務超過は回避されたものの、2014年3月期には通期で債務超過に陥り、同年7月には上場廃止にかかる猶予期間入り銘柄となった。2015年3月期は第三者割当増資などで債務超過を回避したものの、2014年2月に行った新株予約権の第三者割当の開示に関し、割当予定先の反社会的勢力等や違法行為との関わりについて虚偽の開示を行っていたことなど多数の虚偽の開示が明らかになり、上場契約違反等を理由に2015年10月1日をもって上場廃止となった。

## 沿革
- 1986年7月 - 三井物産、三井石油化学工業（現在の三井化学）、中谷グループの出資により「株式会社オプトロム」設立。
- 2000年12月 - ソフトバンクなどが出資。
- 2001年3月 - ISO9001:2000認証取得。
- 2006年10月26日 - 名古屋証券取引所セントレックス市場上場。
- 2008年7月 - 環境エネルギー事業に進出。
- 2014年4月 - 高栄養飼料の製造業を行う会社として株式会社オプトファームを、閉鎖型植物工場業を行う会社として株式会社オプトリーフを、それに関連するマーケティング業を行う会社として株式会社オプトガイアを、それぞれ子会社として設立。
- 2015年9月 - CD、DVD等ディスクの製造・販売を休止。
- 2015年10月1日 - 上場廃止。